# Список сутт «Мадджхіма-нікая»

## Мула-паннаса
| Індекс            | Назва                    | Зміст |
| Мулапаріяйя-вагга | Мулапаріяйя-вагга        | Мулапаріяйя-вагга |
| ----------------- | ------------------------ | --- |
| МН 1              | Мулапаріяйя сутта        | Міркування про основу всіх дгарм. Будда аналізує сприйняття чотирьох різних людей: звичайну ненавчену людину, учня, ченця, який досяг мети, та повністю просвітленого святого. |
| МН 2              | Саббасава сутта          | Сутта про всі забруднення. Неправильно працювати з будь-якими забрудненнями розуму тільки якимось одним способом. Сім методів усунення з розуму глибоко укорінених поривів залежності від видів забрудненості та життєвих ситуацій. |
| МН 3              | Дхаммадаяда сутта        | Будда прикликає монахів задовільнятися малим. Саріпутта дає додаткові настанови, кажучи про те, які негативні якості потрібно відкинути. |
| МН 4              | Бхаябхерава сутта        | Страх і жах. Будда пояснює, які риси необхідно мати для того, щоб жити у відлюдництві. В кінці він розповідає про власний досвід подолання страху на шляху до Звільнення. |
| МН 5              | Анангана сутта           | Високоповажний Саріпутта описує вади, які можуть бути у ченця. |
| МН 6              | Аканкхейя сутта          | Будда просто та без прикрас описує, що відбувається, коли людина «виконує правила поведінки, вирощує безтурботність розуму, не нехтує медитацією, вдивляється в суть речей, практикує усамітнення». |
| МН 7              | Ваттхупама сутта         | За допомогою простої аналогії Будда ілюструє різницю між затьмареним розумом і чистим розумом. Підкреслюється важливість моральної практики. |
| МН 8              | Саллекха сутта           | Будда пояснює, як практикувати стирання забруднень розуму. |
| МН 9              | Саммадіттхі сутта        | Правильні погляди. Почтивий Саріпутта пояснює, що означає поняття «правильні погляди». |
| МН 10             | Сатіпаттхана сутта       | Основи пам'ятання. Детальні вказівки щодо практики медитації пам'ятання. Текст збігається з «Махасатіпаттхана суттою» (ДН 22), тільки «Чотири Шляхетні Істини» викладені більш коротко. |
| Сіхананда-вагга   |                          | |
| МН 11             | Чуласіханада сутта       | Будда розповідає про відмінності його Дгарми від інших вчень, а також коротко роз'яснює Залежне Винекнення. |
| МН 12             | Махасіханада сутта       | Будда розповідає про надприродні сили Татхагати, про те, який шлях йому довелося пройти до того, як він став Буддою. |
| МН 13             | Махадуккхаккхандха сутта | Розповідь Будди про повне розуміння природи чуттєвих задоволень, матеріальних форм і почуттів. |
| МН 14             | Чуладуккхаккхандха сутта | Потьмарення самі породжують потьмарення. Потурання плотським задоволеням не веде до щастя, так як і аскетичне їх придушення та спроби купити щасливий стан розуму ціною болю. Шлях Будди — ні те ні інше. Про це розповідається в цій сутті. |
| МН 15             | Анумана сутта            | Ця сутта дає засіб для саморефлексії в моральному вдосконаленні. Монахи регулярно декламували її (в ідеалі 3 рази на день) з метою самоспостереження. |
| МН 16             | Четокхіла сутта          | Тут Будда розповідає про п'ятнадцять факторів, завдяки яким людина стає здатною на просвітлення. |
| МН 17             | Ванапаттха сутта         | Сутта про те, яким чином практикуючий повинен оцінювати умови, в яких живе. Останній розділ розповідає про життя «під опікою якоїсь людини». Цікаво, що цей вислів можна трактувати і як життя «під керівництвом деякого вчителя»: в деяких суттах воно зустрічається саме в цьому сенсі. |
| МН 18             | Мадхупіндіка сутта       | Ще один короткий екскурс в Залежне Виникнення та дуже компактний опис суті вчення Будди. |
| МН 19             | Дводхавітакка сутта      | Два розряда подумок. |
| МН 20             | Вітаккасантхана сутта    | Усунення відволікаючик думок. Будда викладає п'ять практичних методів для усунення невмілих неблагих думок. Та сама сумнівна сутта, яку Бханте Вімаларамсі вважає піздньою вставкою, принаймні частково (див. п. 7), через присутність опису силового методу усунення відволікань, тоді як в інших текстах Будда постійно говорить про серединний шлях, про спокій розуму, про безтурботність. Більш того, в МН 36.20 він тими ж словами говорить, що випробував цей метод до кінця і переконався, що той не веде до потрібної мети. |
| Опамма-вагга      |                          | |
| МН 21             | Какачупама сутта         | Притча про пилу. Будда дуже дохідливо пояснює, наскільки доброзичливим повинен бути той, хто слідує його вченню. |
| МН 22             | Алагаддупама сутта       | Приклад з водяною змією. |
| МН 23             | Вамміка сутта            | Один з прикладів містичних переживань в буддійській практиці. Згідно коментарів, медитуючи над сенсом цього бачення, Високоповажний Кумара Кассапа в підсумку став аргатом. Але ця сутта, крім містики, повідує нам також і про те, що таке духовна дружба. Божество, що явилося Кумарі Кассапі, знову ж згідно коментарів, при Будді Кассапі (минулому Будді) було товаришем Кумари Кассапи по святому життю, досягнувшого ступеня анагамі. В цьому житті він явився, щоб допомогти другу. Тож, якщо є група товаришів по святому життю, то ефективність просування різко зростає: варто одному з них досягти просвітлення, інші отримують потужну духовну опору і, по суті, теж врятовані (за умови продовження практики). |
| МН 24             | Ратхавініта сутта        | Сутта оповідає про те, що метою вчення Будди є остаточна Ніббана без чіпляння і ніщо інше. |
| МН 25             | Нівапа сутта             | Тут шлях розглядається з точки зору порятунку від приманки Мисливця — Мари. |
| МН 26             | Аріяпарієсана сутта      | Будда розповідає про те, як рухався до просвітління, про те, як після просвітління деякий час не збирався нікого вчити, вважаючи, що ніхто не зможе осягнути те, що він збагнув. І як потім передумав. І як знайшов перших учнів. |
| МН 27             | Чулахаттхіпадопама сутта | Тут Будда позначає, що є справжньою метою Навчання, на прикладі з вистежуванням слона. |
| МН 28             | Махахаттхіпадопама сутта | Саріпутта детально, з властивою йому доскональністю, розбирає суть так званих п'яти сукупностей, спотворених чіплянням. Тут, наприклад, можна бачити, що п'ять сукупностей — це не в принципі вся людина, а саме «п'ять сукупностей, спотворених чіплянням». Тому припинення п'яти сукупностей не означає повного припинення явища, яке можна назвати «ця людина». Будда, до слова, прожив сорок з гаком років після припинення п'яти сукупностей, спотворених чіплянням. |
| МН 29             | Махасаропама-сутта       | Тут Будда розповідає про справжню мету Шляху. Лекція дана їм по слідах історії з Девадатти. Девадатта був двоюрідним братом Будди, який спочатку став його учнем, а потім, досягнувши деяких результатів, вирішив від нього відколотися і утворити секту імені себе. При цьому він спробував вбити Будду. В кінцевому підсумку у всіх своїх починаннях він зазнав гірку невдачу. |
| МН 30             | Чуласаропама-сутта       | Тут Будда говорить про те, що мета Навчання складається в подоланні затьмарення через пряме медитативне осягнення. |
| Махаямака-вагга   |                          | |
| МН 31             | Чулагосінга сутта        | Починається як Упакілеса Сутта, МН 128, але далі включає перерахування вищих станів — дев'яти джхан. |
| МН 32             | Махагосінга сутта        | Старші учні Будди і сам Будда відповідають на питання, який монах освітив би собою гай, в якому вони зібралися. |
| МН 33             | Махагопалака сутта       | На аналогії з пастухом показано якості, які приводять до успіху на Шляху. |
| МН 34             | Чулагопалака сутта       | Умілий пастух переводить стадо на той бік, до збереження, а невмілий призводить стадо до біди. Перераховуються різні ступені просвітління. |
| МН 35             | Чуласаччака сутта        | У цій сутті Будда показує себе досить жорстким полемістом. Однак його опонент — багато разів зустрічається в інших суттах Саччака, він же, на ім'я клану, Аггівессана, повів себе в підсумку дуже порядно. Він ще багато разів прийде до Будди, намагаючись спростувати його вчення. Будда буде терпляче пояснювати і пояснювати йому. У тому житті Саччака так і не стане буддистом, але, згідно з переказами, в наступному житті він все-таки ним став. |
| МН 36             | Махасаччака сутта        | Довга розмова з Саччакою. Будда описує власну боротьбу за просвітлення, а також пояснює аскету Саччакі ряд інших питань. |
| МН 37             | Чулатанхасанкхая сутта   | Дуже стислий виклад процесу подолання пристрасного бажання і, відповідно, досягнення Ніббани. А також цікава замальовка з життя богів. Потрібно зауважити, що Високоповажний Маха Моггаллана був одним з тих небагатьох, хто досяг Ніббани, рухаючись шляхом набуття надздібностей. Звідси пішли всі ці чудеса. |
| МН 38             | Махатанхасанкхая сутта   | Детальний опис процесу Залежного Виникнення, а також припинення пристрасного бажання. |
| МН 39             | Маха-Ассапура сутта      | Будда дає широкий огляд практики в Дгаммі. |
| МН 40             | Чула-Ассапура сутта      | Будда говорить про те, що духовним мандрівником людини робить подолання затьмарення, а не різного роду зовнішні атрибути. Також описується практика брахмавіхар. |
| Чулаямака-вагга   |                          | |
| МН 41             | Салейяка сутта           | Будда розповідає групі брахман поведінку яка веде до переродження у вищих та нижчих світах. Детальний опис десяти практик яких миряни мають дотримуватись для створення передумов для Звільнення. |
| МН 42             | Вераньджака сутта        | |
| МН 43             | Махаведалла сутта        | Велике зібрання питань і відповідей. Високоповажний Саріпутта відповідає на питання про мудрість, правильні погляди та вищі медитативні досягнення. |
| МН 44             | Чулаведалла сутта        | Короткі питання і відповіді. |
| МН 45             | Чуладхаммасамадана сутта | |
| МН 46             | Махадхаммасамадана сутта | Усі люди бажають бути щасливими, але частіше їм це не вдається. Будда розповідає чому. |
| МН 47             | Вімамсака сутта          | Про метод дослідження Татхагати за допомогою ока та вуха відповідно до Дхамми. |
| МН 48             | Косамбія сутта           | |
| МН 49             | Брахманімантаніка сутта  | Запрошення Брахми. |
| МН 50             | Маратадджанія сутта      | |

### Мадджхіма-паннаса
| Індекс             | Назва                                        | Зміст |
| Гахапаті-вагга     | Гахапаті-вагга                               | Гахапаті-вагга |
| ------------------ | -------------------------------------------- | --- |
| МН 51              | Кандарака сутта                              | |
| МН 52              | Аттхаканагара сутта                          | |
| МН 53              | Секха сутта (Секхапатіпада сутта)            | Практика Учня. Ананда описує практику для досягнення 4 джхан і подальше отримання трьох вищих знань для повного звільнення. |
| МН 54              | Поталія сутта                                | |
| МН 55              | Джівака сутта                                | |
| МН 56              | Упалі сутта                                  | |
| МН 57              | Куккураватіка сутта                          | Наслідування поведінки собак.                                                                                               |
| МН 58              | Абхаяраджакумара сутта (Абхая сутта)         | До принцу Абха. Будда пояснює, в яких випадках він вимовляє приємні або неприємні слова.                                    |
| МН 59              | Бахуведанія сутта                            | |
| МН 60              | Апаннака сутта                               | |
| Бхіккху-вагга      |                                              | |
| МН 61              | Амбалаттхікарахуловада сутта                 | Поради Рахулу в Амбалаттхіці. Будда пояснює своєму синові Рахулу небезпеки брехні і підкреслює важливість частої рефлексії. |
| МН 62              | Махарахуловада сутта                         | Велика бесіда з Рахулом. |
| МН 63              | Чуламалунк'я сутта (Чуламалунковада сутта)   | Мала сутта про поради Малунк'ї.                                                                                             |
| МН 64              | Махамалунк'я сутта (Махамалунк'япутта сутта) | |
| МН 65              | Бхаддалі сутта                               | |
| МН 66              | Латукікопама сутта                           | |
| МН 67              | Чатума сутта                                 | |
| МН 68              | Налакапана сутта                             | |
| МН 69              | Голіяни сутта                                | |
| МН 70              | Кітагірі сутта                               | |
| Паріббаджака-вагга |                                              | |
| МН 71              | Тевідджаваччхаготта сутта                    | |
| МН 72              | Аггіваччхаготта сутта                        | |
| МН 73              | Махаваччхаготта сутта                        | |
| МН 74              | Дігханакха сутта                             | |
| МН 75              | Магандія сутта                               | |
| МН 76              | Сандака сутта                                | |
| МН 77              | Махасакулудайї сутта                         | |
| МН 78              | Саманамундіка сутта                          | |
| МН 79              | Чуласакулудайї сутта                         | |
| МН 80              | Векханаса сутта                              | |
| Раджа-вагга        |                                              | |
| МН 81              | Гхатікара сутта                              | Про Гончара Гхатікаре і зустріч юного брахмана Джотіпали.                                                                   |
| МН 82              | Раттхапала сутта                             | |
| МН 83              | Магхадева сутта                              | |
| МН 84              | Мадхура сутта                                | |
| МН 85              | Бодхіраджакумара сутта                       | |
| МН 86              | Ангулімала сутта                             | Про серійного вбивцю Ангулімалу. Сутта про розбійника, який завдяки вмілому керівництву Будди став Аргатом.                 |
| МН 87              | Піяджатіка сутта                             | |
| МН 88              | Бахітіка сутта                               | |
| МН 89              | Дхаммачетія сутта                            | |
| МН 90              | Каннакаттхала сутта                          | |
| Брахмана-вагга     |                                              | |
| МН 91              | Брахмаю сутта                                | |
| МН 92              | Села сутта                                   | |
| МН 93              | Ассалаяна сутта                              | |
| МН 94              | Гхотамукха сутта                             | |
| МН 95              | Чанкі сутта                                  | |
| МН 96              | Есукарі сутта                                | |
| МН 97              | Дхананьджані сутта                           | |
| МН 98              | Васеттха сутта                               | |
| МН 99              | Субха сутта                                  | |
| МН 100             | Сангарава сутта                              | |

## Упарі-паннаса
| Індекс          | Назва                           | Зміст |
| Девадаха-вагга  | Девадаха-вагга                  | Девадаха-вагга |
| --------------- | ------------------------------- | --- |
| МН 101          | Девадаха сутта                  | У Девадахи. Будда спростовує доктрину нігантхів (джайнів) про те, що всі випробування в житті людини обумовлені його минулими діями (карма). Далі пояснюється, яке ж усердя і який шлях практики є правильними для припинення всіх страждань. |
| МН 102          | Паньчаттая сутта                | |
| МН 103          | Кінті сутта                     | |
| МН 104          | Самагама сутта                  | |
| МН 105          | Сунаккхатта сутта               | |
| МН 106          | Аненьджасаппая сутта            | |
| МН 107          | Ганакамоггаллана сутта          | Рахівник Моггалана. Будда описує послідовність навчання буддійського монаха. |
| МН 108          | Гопакамоггаллана сутта          | |
| МН 109          | Махапуннама сутта               | |
| МН 110          | Чулапуннама сутта               | |
| Анупада-вагга   |                                 | |
| МН 111          | Анупада сутта                   | |
| МН 112          | Чхаббісодхана сутта             | |
| МН 113          | Саппуріса сутта                 | |
| МН 114          | Севітаббасевітабба сутта        | |
| МН 115          | Бахудхатука сутта               | |
| МН 116          | Ісігіли сутта                   | |
| МН 117          | Махачаттарісака сутта           | Велика Сороківка. |
| МН 118          | Анапанасаті сутта               | Усвідомленість дихання. |
| МН 119          | Каягатасаті сутта               | |
| МН 120          | Санкхарупапатті сутта           | |
| Суннята-вагга   |                                 | |
| МН 121          | Чуласуньнята сутта              | Коротка сутта про порожнистості. |
| МН 122          | Махасуньнята сутта              | Велика розмова про Порожнистість. |
| МН 123          | Аччхарія-аббхута сутта          | |
| МН 124          | Баккула сутта                   | |
| МН 125          | Дантабхумі сутта                | |
| МН 126          | Бхуміджа сутта                  | |
| МН 127          | Ануруддха сутта                 | |
| МН 128          | Упаккілеса сутта                | |
| МН 129          | Балапандіта сутта               | |
| МН 130          | Девадута сутта                  | Посланець небес. |
| Вібханга-вагга  |                                 | |
| МН 131          | Бхаддекаратта сутта             | Знання кращого засобу як жити одному. |
| МН 132          | Анандабхаддекаратта сутта       | |
| МН 133          | Махакаччанабхаддекаратта сутта  | |
| МН 134          | Ломасакангіябхаддекаратта сутта | |
| МН 135          | Чулакаммавібханга сутта         | |
| МН 136          | Махакаммавібханга сутта         | |
| МН 137          | Салаятанавібханга сутта         | |
| МН 138          | Уддесавібханга сутта            | |
| МН 139          | Аранавібханга сутта             | |
| МН 140          | Дхатувібханга сутта             | Аналіз Властивостей. |
| МН 141          | Саччавібханга сутта             | Аналіз Істини. |
| МН 142          | Даккхінавібханга сутта          | Аналіз підношень та їх результати. Роз'яснення результатів зроблених підношень. |
| Салаятана-вагга |                                 | |
| МН 143          | Анатхапіндіковада сутта         | |
| МН 144          | Чханновада сутта                | |
| МН 145          | Пунновада сутта                 | |
| МН 146          | Нандаковада сутта               | Настанови Нандаки. |
| МН 147          | Чуларахуловада сутта            | Мала настанова Рахулу. |
| МН 148          | Чхачхакка сутта                 | Шість шісток. |
| МН 149          | Махасалаятаніка сутта           | |
| МН 150          | Нагаравіндейя сутта             | |
| МН 151          | Піндапатапарісуддхі сутта       | |
| МН 152          | Індріябхавана сутта             | Про розвиток почуттів. |